# Warlow
Warlow település Németországban, Mecklenburg-Elő-Pomeránia tartományban. Lakosainak száma 486 fő (2023. december 31.).

## Népesség
A település népességének változása:
| Lakosok száma | 477  | 483  | 508  | 488  | 486  |
|               | 2017 | 2019 | 2021 | 2022 | 2023 |